# Johan Adolf van Sleeswijk-Holstein-Sonderburg-Plön

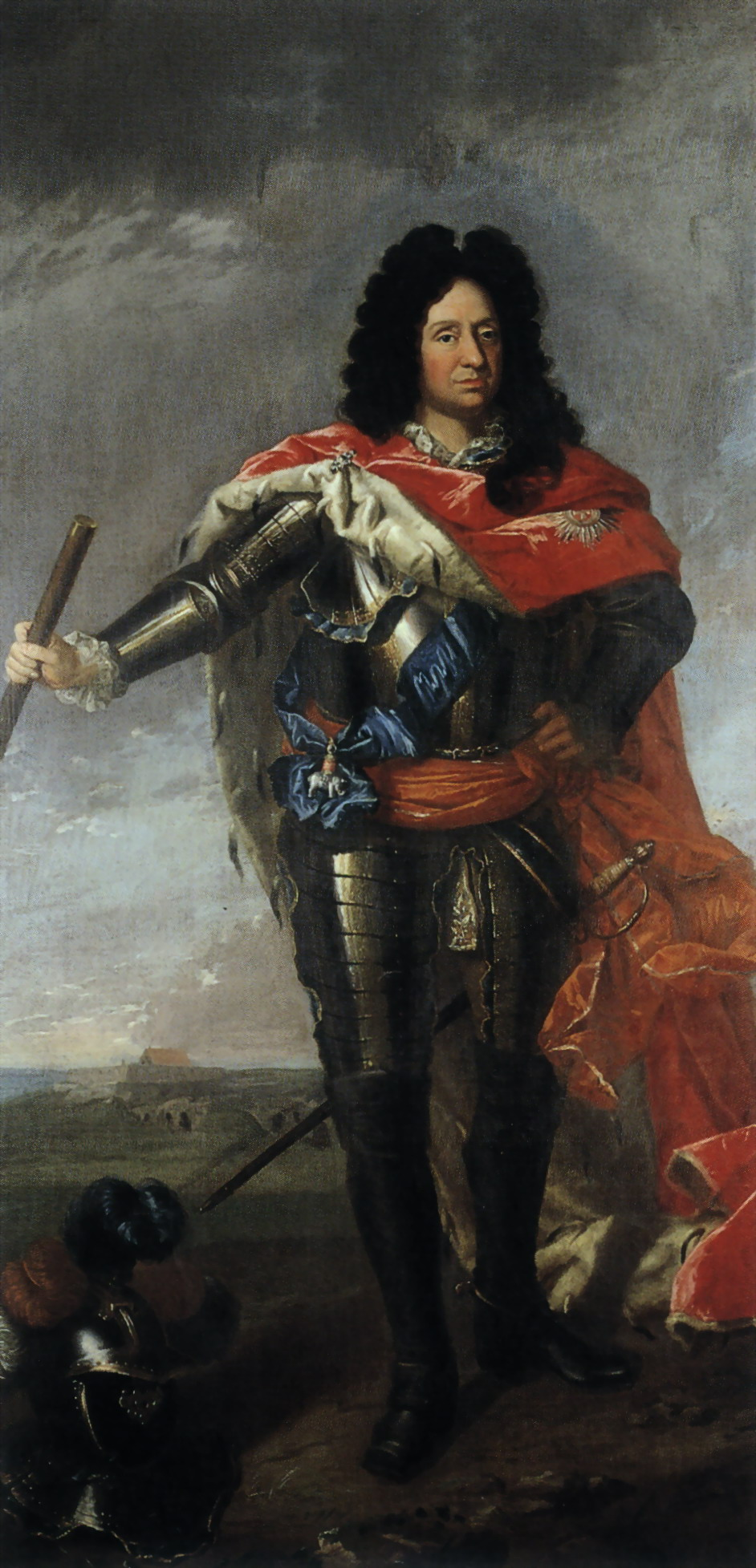
Postuum geschilderd portret door Johann Valentin Tischbein (Slot Fasanerie, Fulda)

Johan Adolf van Sleeswijk-Holstein-Sonderburg-Plön (Ahrensbök, 8 april 1634 — Bösdorf (Sleeswijk-Holstein), 2 juli 1704) was een Duits edelman en een vooraanstaand militair.
Johan Adolf was de oudste zoon van Joachim Ernst van Sleeswijk-Holstein-Sonderburg-Plön en van Dorothea van Holstein-Gottorp. Johan Adolf had militaire kwaliteiten. Hij maakte aanvankelijk carrière in dienst van de hertog van Brunswijk, maar stapte later over naar het Staatse leger.
Hij werd in 1664 generaal-majoor in de strijd tegen de Turken. Hij volgde in 1671 zijn vader op als hertog van Holstein-Plön. In 1674 nam hij deel aan de zeer bloedige Slag bij Seneffe en in de volgende jaren leidde hij de troepen van Brunswijk-Lüneburg in de Elzas. In 1676 sleepte hij ook de opvolging in Oldenburg in de wacht, maar stond het gebied vervolgens af aan Christiaan V, koning van Denemarken in ruil voor Segeberg en Nordburg (bij Wienhausen). De Deense koning stelde hem vervolgens aan tot veldmaarschalk van zijn troepen.
De hertog van Holstein-Plön vervolgde zijn militaire loopbaan in het Staatse leger, waar hij op 7 september 1693 de hoogste rang van generaal-veldmaarschalk bereikte. Deze benoeming had in de Staten-vergadering geen unanimiteit, omdat Groningen en Friesland liever hun stadhouder Hendrik Casimir op deze hoge post zagen. Vier dagen later volgde de benoeming van Johan Adolf tot militair gouverneur van Maastricht. De vestingstad Maastricht was in die jaren belangrijk als uitvalsbasis voor de Staatse, Zweedse en Brandenburgse troepen tijdens de Negenjarige Oorlog. In opdracht van koning-stadhouder Willem III van Oranje veroverde de hertog van Holstein-Plön op 28 september 1694 de stad Hoei op de Fransen.
Tijdens zijn bewind werd de vesting Maastricht versterkt met de bouw van het Fort Sint Pieter, hoewel de uitvoering geheel in handen was van Johan Adolfs opvolger, Baron van Dopff, die toen nog commandant der vesting was. Na het uitbreken van de Spaanse Successieoorlog in 1701, wordt van de hertog van Holstein-Plön weinig meer vernomen; alle beslissingen worden door Van Dopff genomen, die pas in 1713 tot zijn opvolger benoemd wordt.
Johan Adolf was sinds 1673 gehuwd met Dorothea Sophia (1653–1722), dochter van Rudolf August van Brunswijk-Wolfenbüttel en was de vader van:
- Adolf August (1680-1704), gehuwd met Elisabeth Sophia Maria van Sleeswijk-Holstein-Sonderburg-Norburg. Ze kregen een zoon:
  - Leopold August (1702-1706), hertog van Sleeswijk-Holstein-Sonderburg-Plön
- Christiaan Karel (1689-1704)
- Dorothea (1692–1765), gehuwd met Adolf Frederik III van Mecklenburg-Strelitz.

- Biografisch Portaal: 10665366
- Digitale Bibliotheek voor de Nederlandse Letteren: hols014
- Gemeinsame Normdatei: 122803574
- International Standard Name Identifier: 0000 0003 9039 3591
- Nederlandse Thesaurus van Auteursnamen: 340939818
- Virtual International Authority File: 284002102
- WorldCat: E39PBJgMG39TbRB7yWGQ3khbVC